# Ikililou Dhoinine
Ikililou Dhoinine (Comores, 14 d'agost de 1962) és un polític comorense i actual President de la Unió de les Comores, després de ser confirmat en el seu càrrec pel Tribunal Constitucional el 13 de gener de 2011.
Es va presentar a les eleccions presidencials del seu país, passant a segona volta després del primer balotaje en el qual va aconseguir el 28,19%. En segona volta, es va enfrontar a Mohamed Said Fazul i Abdou Djabir, guanyant la presidència amb un 60,91% dels vots.
Com a membre del partit governant, Dhoinine va comptar amb el suport del president en exercici Ahmed Abdallah Mohamed Sambi; abans de la presidència en tant, va ostentar el càrrec de Vicepresident (com a màxim representant de Mohéli, una de les tres illes autònomes de Comores), treballant en el Ministeri de Finances com a vicepresident a càrrec de les unitats de Pressupost i de empreniment femení.
Des del 26 de març de 2008 fins al 31 de març del mateix any, va ser el president provisional de Anjouan, una illa en les Comores.
Dhoinine, un farmacèutic de professió, sent el primer president de les Comores provinent de l'illa de Mohéli.